# Kouloúkonas
Kouloúkonas är ett berg i Grekland.   Det ligger i regionen Kreta, i den sydöstra delen av landet, 300 km söder om huvudstaden Aten. Toppen på Kouloúkonas är 472 meter över havet.
Terrängen runt Kouloúkonas är kuperad. Havet är nära Kouloúkonas åt nordost. Runt Kouloúkonas är det ganska glesbefolkat, med 38 invånare per kvadratkilometer. Närmaste större samhälle är Anógeia, 12,0 km sydost om Kouloúkonas. 